# Pańćaka
Pańćaka (trl. pañcaka) – jedno z ciał istoty ludzkiej w naukach nathasampradaja hathajogi.
W naukach przypisywanych Gorakszanathcie jednostka ludzka (wjastipinda), nadzorowana przez jaźń, posiada następujące ciała:
- bhutapinda – ciało materialne zbudowane z żywiołów bhuta
- antahkaranapańćaka – ciało mentalne (pięciorakie)
- kulapańćaka – ciało predyspozycji (pięciorakie)
- wjaktipańćaka – ciało form wyrazu umysłu (pięciorakie)
- paratjakszakaranapańćaka – ciało przyczynowe
- nadisansthana – ciało kanałów energetycznych nadi
- (daśa)wajusansthana – ciało dziesięciu pran.